# Un país a l'Àfrica
Un país a l'Àfrica (títol original en anglès: Country of My Skull) és una pel·lícula britànico-irlandesa-sud-africana dirigida per John Boorman, estrenada el 2004. Aquesta pel·lícula ha estat doblada al català.

## Argument
Descriu la relació d'una periodista afrikaner (Anna Malan, interpretada per Juliette Binoche) amb un periodista negre americà (Langston Whitfield, interpretat per Samuel L. Jackson) durant el període de la Comissió de la veritat i de la reconciliació a Sud-àfrica.

## Repartiment
- Samuel L. Jackson: Langston Whitfield
- Juliette Binoche: Anna Malan
- Brendan Gleeson: De Jager
- Menzi Ngubane: Dumi Mkhalipi
- Sam Ngakane: Anderson
- Aletta Bezuidenhout: Elsa
- Lionel Newton: Edward Morgan
- Langley Kirkwood: Boetie
- Owen Sejake: Reverend Mzondo
- Harriet Lenabe: Albertina Sobandia
- Louis Van Niekerk: Willem Malan
- Jeremiah Ndlovu: Vell a Wheelbarrow
- Fiona Ramsey: Felicia Rheinhardt
- Dan Robbertse: De Smidt
- Robert Hobbs: Van Deventer